# Белгаум
Белгаум је град у Индији у држави Карнатака. Према незваничним резултатима пописа 2011. у граду је живело 488.292 становника.

## Становништво
Према незваничним резултатима пописа, у граду је 2011. живело 488.292 становника.
| 1991.   | 2001.   | 2011.   |
| ------- | ------- | ------- |
| 326.399 | 399.653 | 488.292 |